# Franz Rudorfer
Franz Rudorfer, avstro-ogrski častnik, vojaški pilot in letalski as, * 29. julij 1897, Dunaj, † 19. november 1919.
Nadporočnik Rudorfer je v svoji vojaški službi dosegel 11 zračnih zmag.

## Življenjepis
Med prvo svetovno vojno je bil pripadnik Flik 19D in Flik 51J.

## Odlikovanja
- red železne krone 3. razreda
- vojaški zaslužni križec 3. razreda